# Наводнение на Урале (2024)
В начале апреля 2024 года началось половодье на реке Урал и её притоках. Уровень воды поднялся до 12 метров, на 2 метра выше опасного уровня. От наводнений сильнее всего пострадали Оренбург и Орск в Оренбургской области.

## Предпосылки

### Россия
К предыдущим аналогичным событиям можно отнести наводнения в Орске 1922, 1942 и 1957 годов, а также наводнение 2019 года в городе Тулуне Иркутской области, когда река Ия поднялась на 1389 сантиметров над ординаром, в результате чего погибли 26 человек.
Осенью 2023 года в Оренбуржье были обильные дожди, вода впитывалась до самого января — что давало основание полагать, что Урал разольётся сильнее, чем в предыдущие годы.
Несмотря на предупреждения о значительном паводке Ириклинское водохранилище, созданное с целью сглаживания паводковых последствий в регионе, было полностью не готово к паводковому периоду. Не проводились предварительные сбросы воды с целью формирования свободного объема для приема паводковых вод с верховьев Урала. Игнорирование прогнозов специалистов привело к тому, что на середину марта свободная емкость водохранилища была вдвое ниже, чем в 2023 году (579 млн м3 против 1070 млн м3). В результате с приходом паводковых вод с верховье Урала водохранилище было вынуждено резко увеличить сброс воды. При среднем сбросе в 15-20 м3/с уже 2 апреля 2024 года сброс составлял 390 м3/с, водохранилище полностью наполнилось 5 апреля 2024 года и вынуждено было перейти на транзит, вместо набора воды, сброс превысил 2000 м3/с.
Прорванная 5 апреля насыпная дамба в Орске была построена в 2010 году и рассчитана на уровень воды в 5,5 метров. Во время её обрушения в этом районе были зафиксированы проливные дожди и таяние снега, что способствовало повышению уровня воды в реке Урал до 9,6 метров. Органы Гостехнадзора выявляли нарушения при содержании дамбы. Жители Орска за 12 часов до прорыва дамбы пытались бороться с протечками самостоятельно и обращались за помощью к местным властям, однако те никак не отреагировали. Сообщается, что орчане ожидали прихода большой воды ещё за три дня до прорыва, так как их об этом предупредили сельчане, которые живут около водохранилища.

### Казахстан
О вероятной угрозе масштабных паводков в Казахстане сообщалось в декабре 2023 года. В прогнозе национальной гидрометеорологической службы «Казгидромет» отмечалось, что в связи с большим количеством выпавших осадков в виде снега и промерзанием грунта из-за сильных морозов, в конце марта—начале апреля в связи с ожидаемой средней температурой выше нормы на один—два градуса страна может столкнуться со сложной паводковой ситуацией. Вопрос о подготовке к паводкам рассматривался 9 января 2024 года членами кабинета министра Алихана Смаилова, а 20 февраля новым правительством Олжаса Бектенова. С января по март в казахстанских СМИ публиковались заявления исполнительных органов о проведённых противопаводковых мероприятиях. На них, по информации заместителя министра по чрезвычайным ситуациям Бауыржана Сыздыкова, из государственного бюджета было выделено в общей сложности более 7 миллиардов тенге. В субботу 6 апреля пресс-служба Генеральной прокуратуры Казахстана заявила о начале четырёх досудебных расследований по поводу целесообразности расходования бюджетных средств, «своевременности и полноты планов по предотвращению паводков».

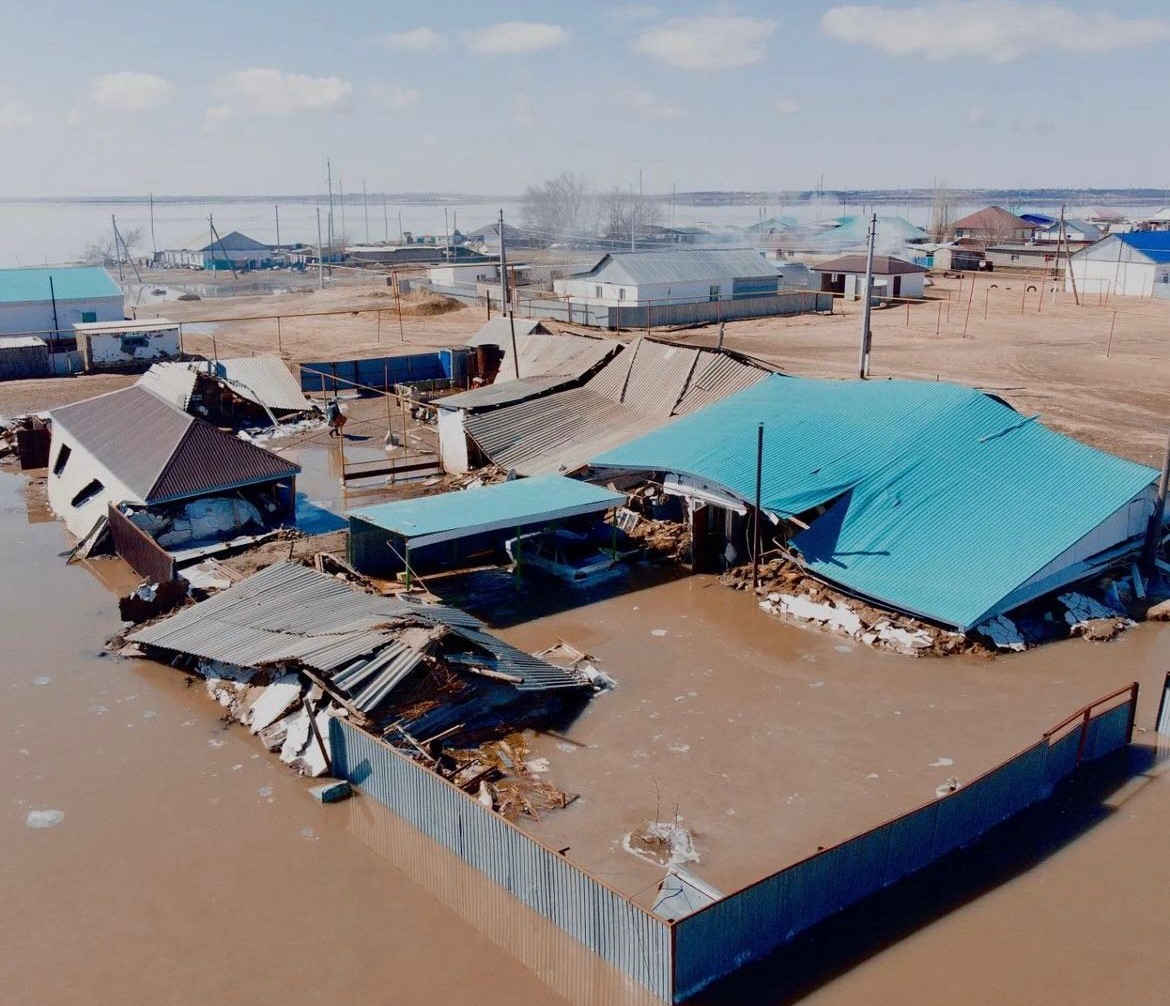
Последствия паводка в Казахстане
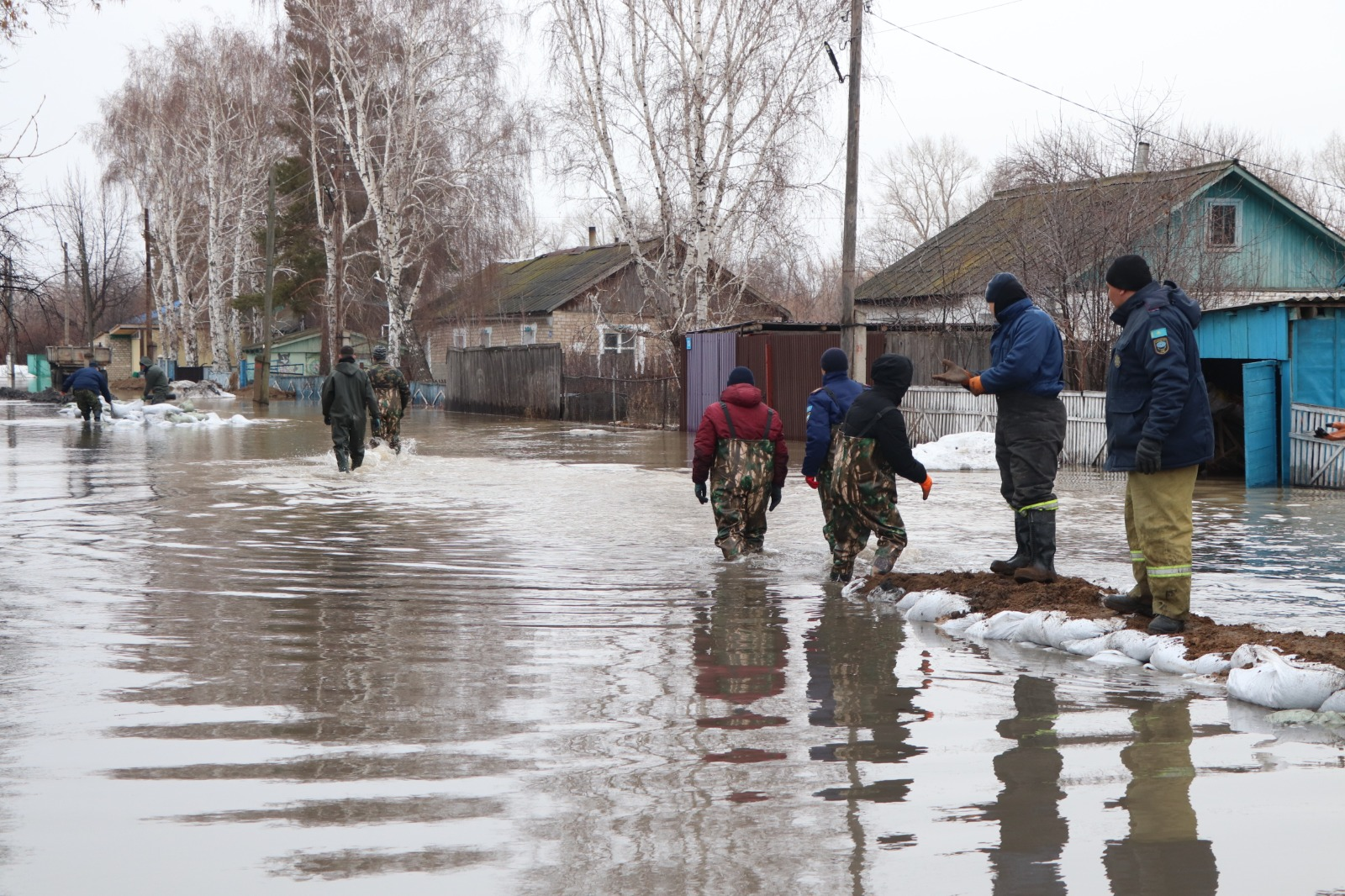
Затопленная деревня
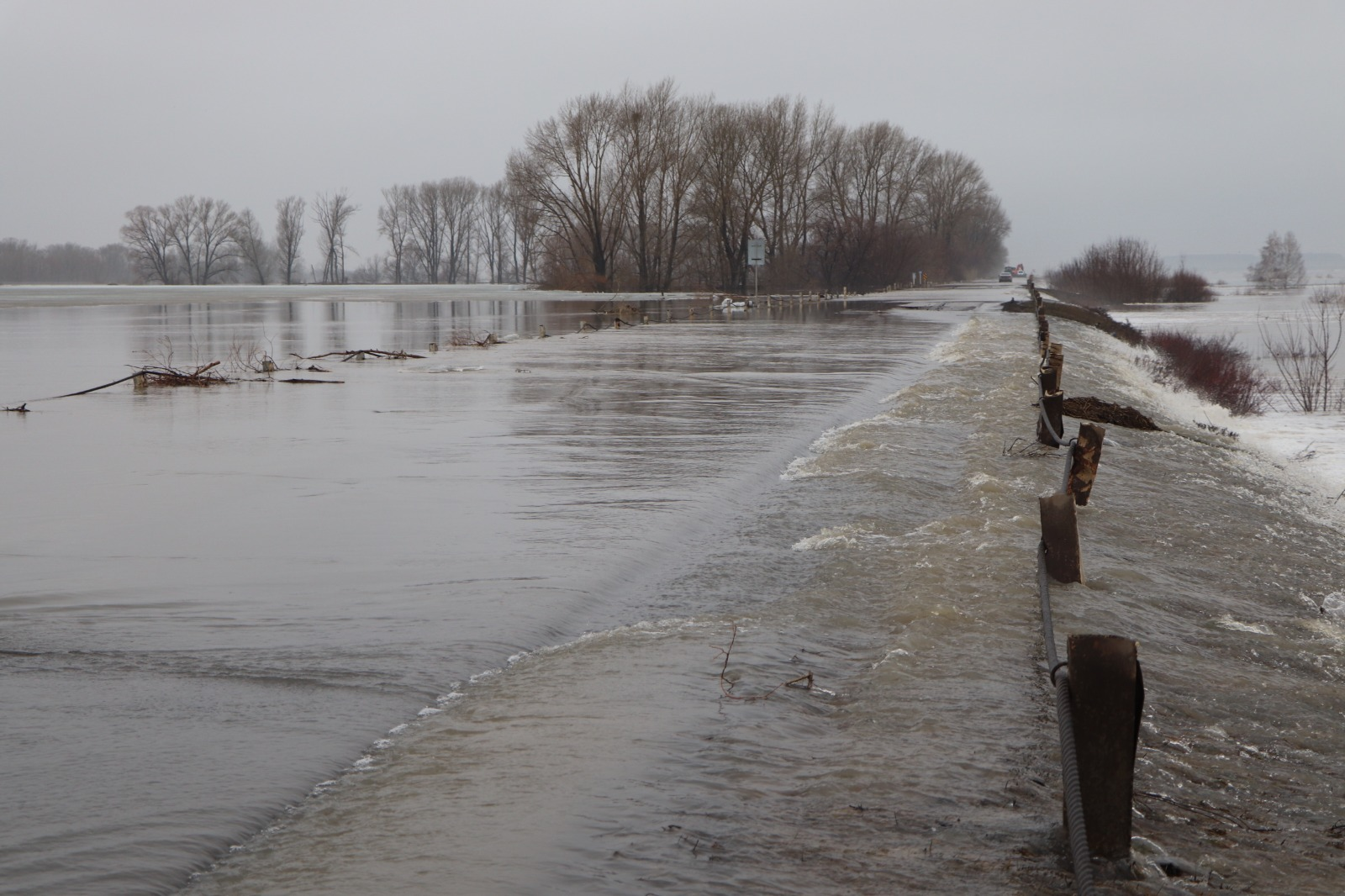
Затопление автодороги
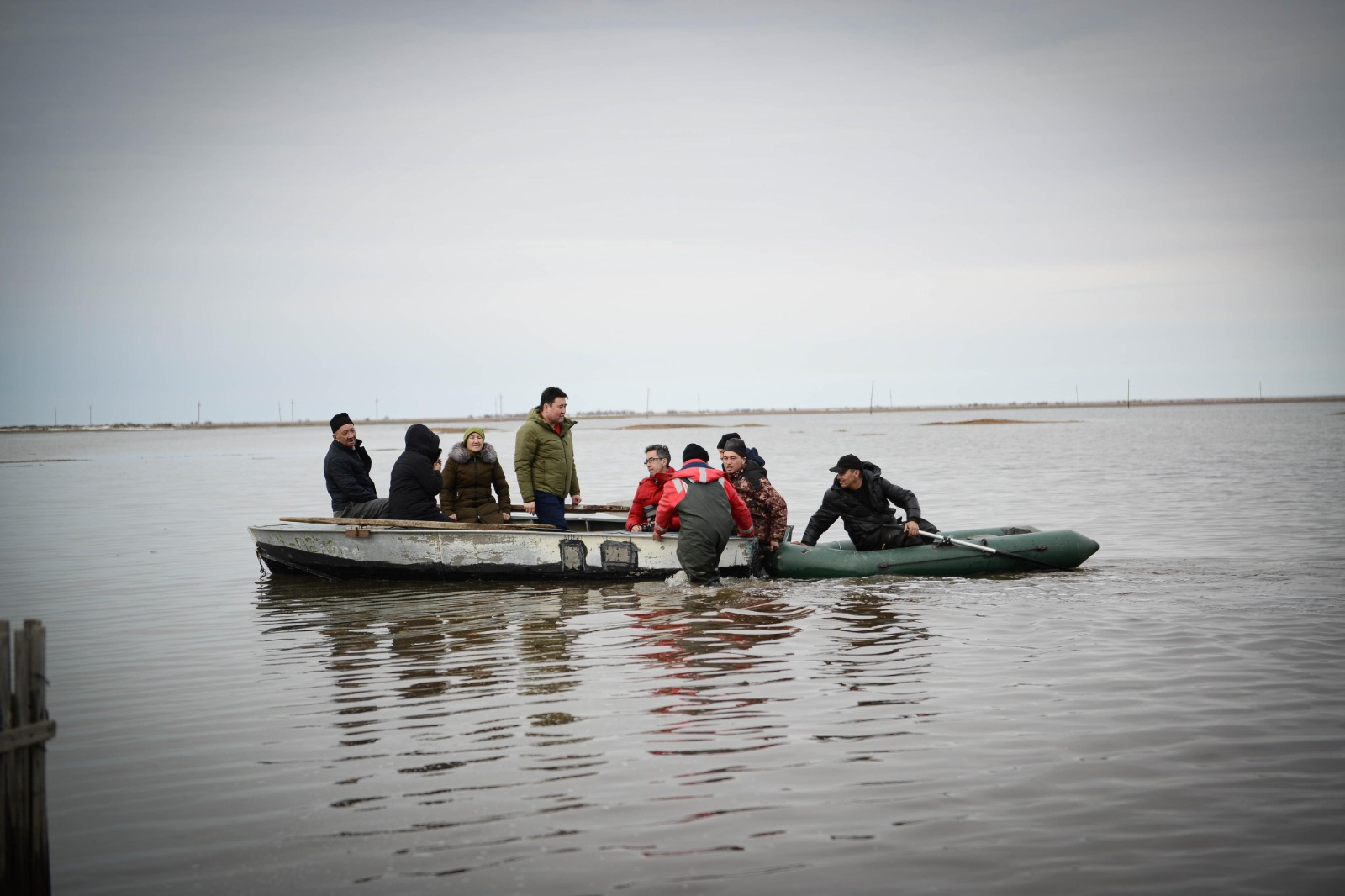
Эвакуация граждан
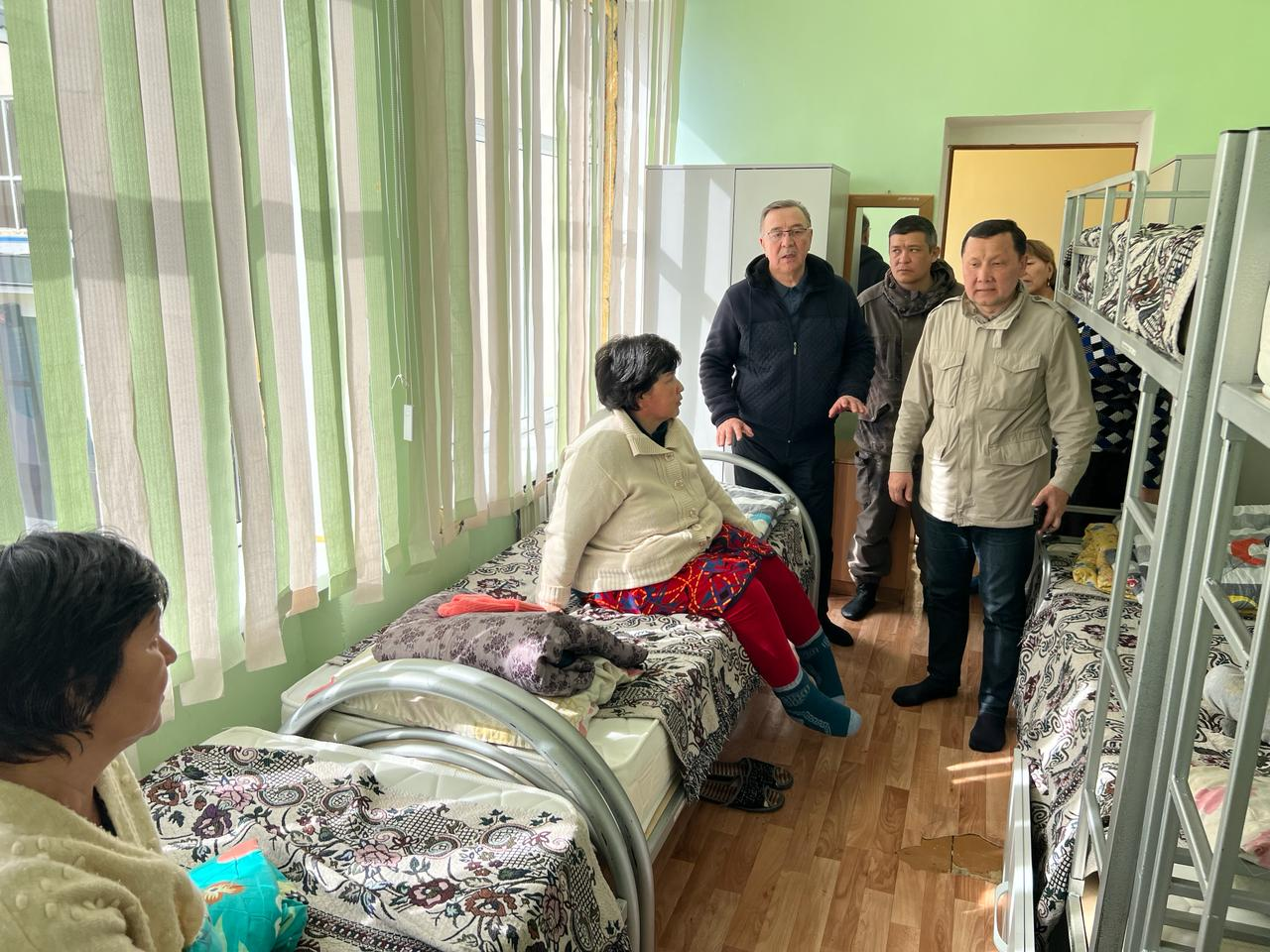
Эвакуационный пункт

## События

### в России

#### Оренбургская область
Вызванное паводком наводнение первым затронуло Орск Оренбургской области России. Вечером 5 апреля прибывающая вода прорвала защитную дамбу и начала затапливать районы города. В последующие дни были прорваны ещё две дамбы. На 8 апреля уровень воды в реке Урал составил 975 сантиметров при уровне выхода воды в пойму — 360 сантиметров, и уровне опасного явления — 700 сантиметров. Также из берегов вышел приток Урала — река Елшанка, протекающая через город.
В зоне наводнения находилось более 7 тысяч домов. Оттуда было эвакуировано более 2 тысяч человек. Во всех орских школах, а также в Орском индустриальном колледже, попавшем в зону затопления, были отменены занятия. Часть из этих школ оказалась затопленной, в других были организованы пункты временного размещения эвакуированных. В городе было ограничено движение автобусов, часть из которых была задействована для перевозки пострадавших. Была приостановлена работа многих предприятий города, в том числе — «Орскнефтеоргсинтеза».
Наводнение затронуло Новотроицк — 8 апреля вода начала переливаться через защитную дамбу, в городе началась эвакуация.
Также наводнение затронуло и другие населённые пункты области, включая Оренбург. На 14 апреля 2024 года уровень воды в реке Урал возле Оренбурга достиг пика 1187 сантиметров, что на 257 сантиметров превышает критический уровень и на 242 сантиметров превышает рекорд паводка 1942 года. В Оренбурге затоплены более 6 тысяч жилых домов, прекратили работу некоторые медицинские учреждения. В Оренбурге силами МЧС и местных жителей возведены дамбы для защиты жилых домов. Сухопутные пути в некоторые районы города полностью отрезаны Проводится частичная эвакуация жителей. В области был объявлен режим чрезвычайной ситуации федерального значения. В СМИ поступают сообщения о мародёрстве на затопленных территориях. Также наблюдается дефицит питьевой воды на прилавках магазинов, резкое повышение цен на продукты первой необходимости.
8 апреля 2024 года более сотни жителей Орска вышли на митинг к зданию местной администрации. Часть из них пустили в мэрию на встречу с губернатором Оренбургской области Денисом Паслером.

9 апреля мэр Орска Василий Козупица сказал, что пик паводка прошёл, вода начинает убывать. Однако 13 апреля власти вновь заявили, что уровень воды в Оренбурге достиг пика. На 14 апреля ситуация в Оренбургской области остаётся наиболее сложной.

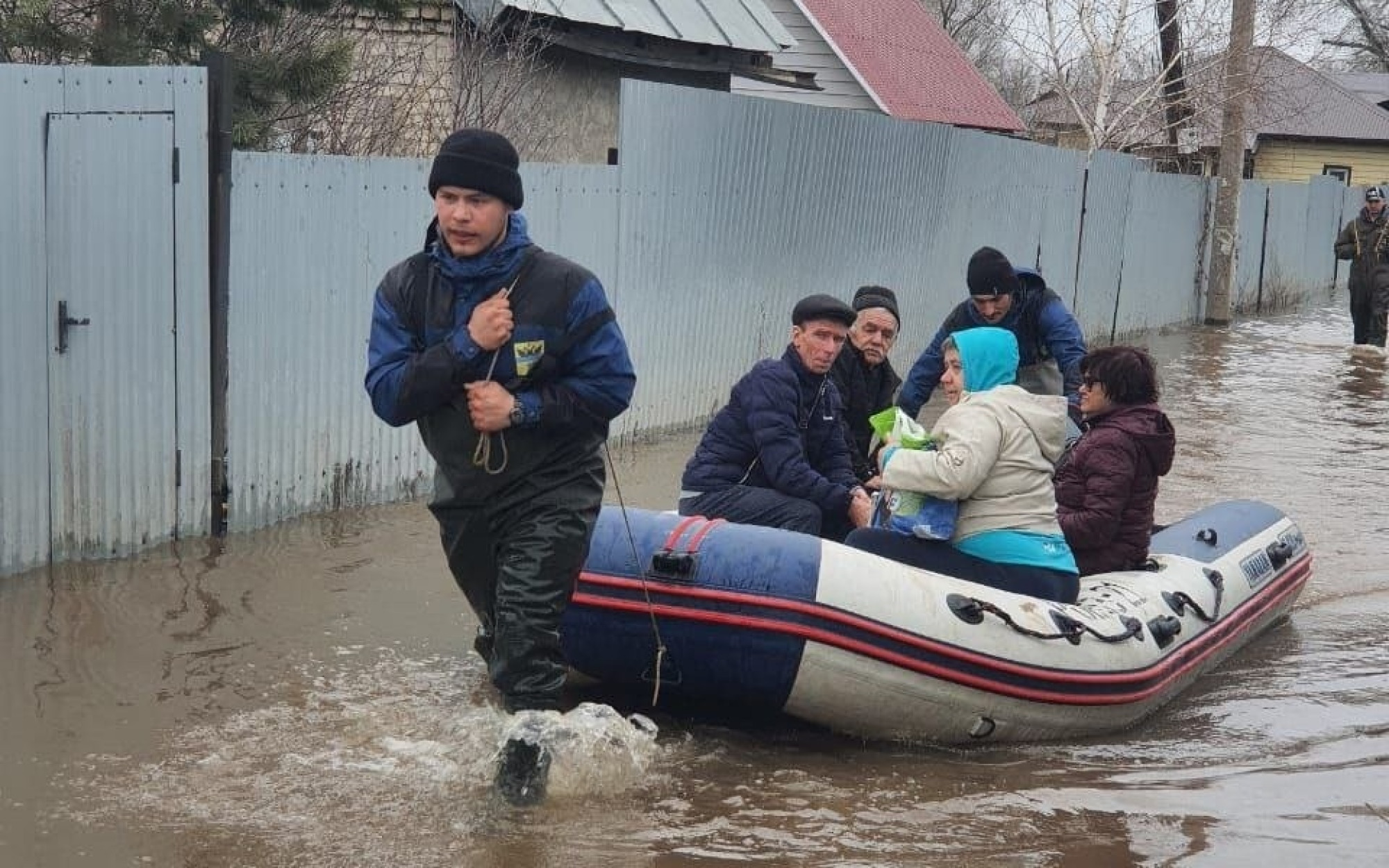
Эвакуация жителей на надувной лодке. 6 апреля
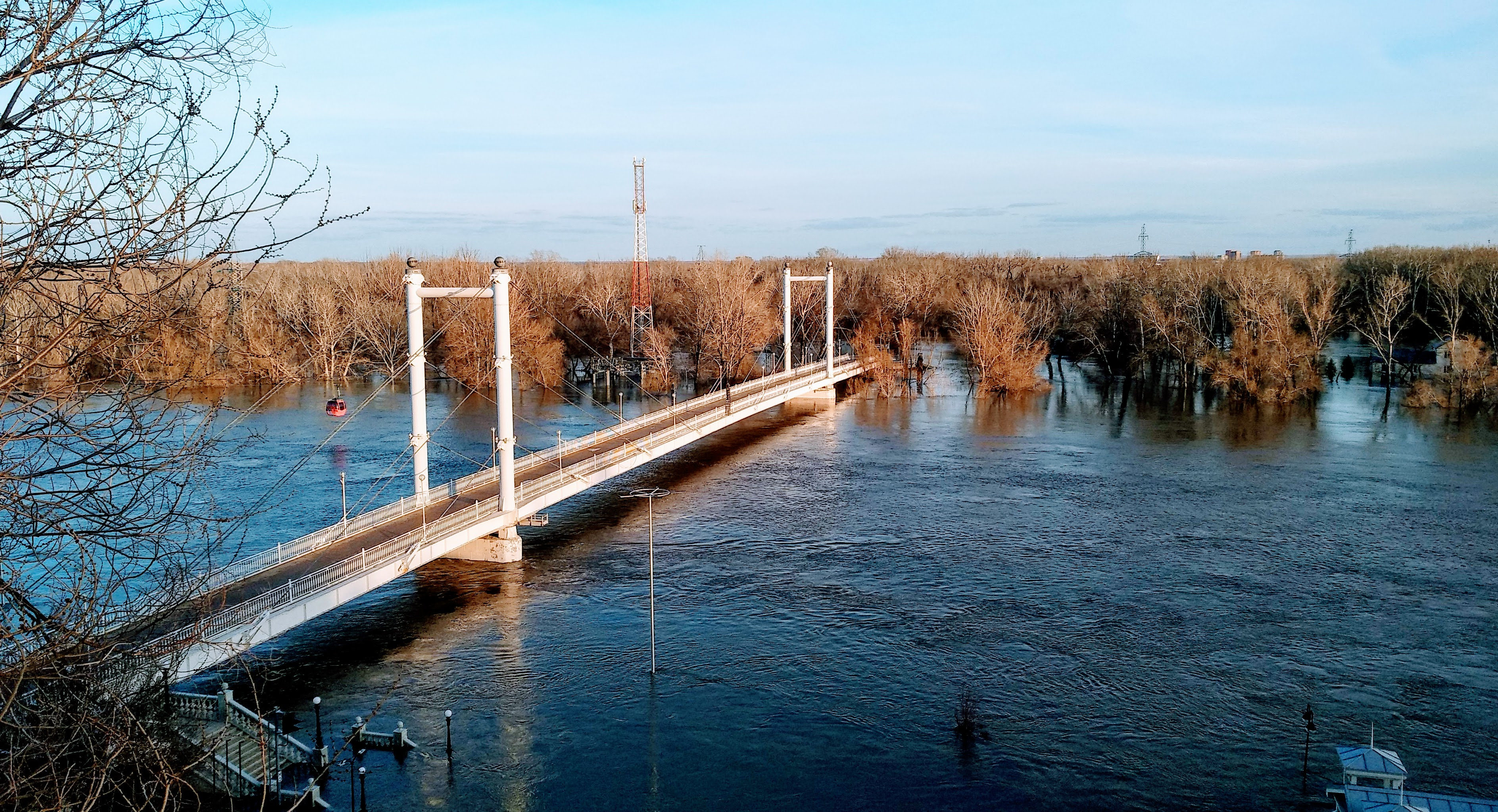
Разлив реки Урал в Оренбурге. 13 апреля
- Аэросъёмка последствий паводка в Оренбурге. 10 апреля
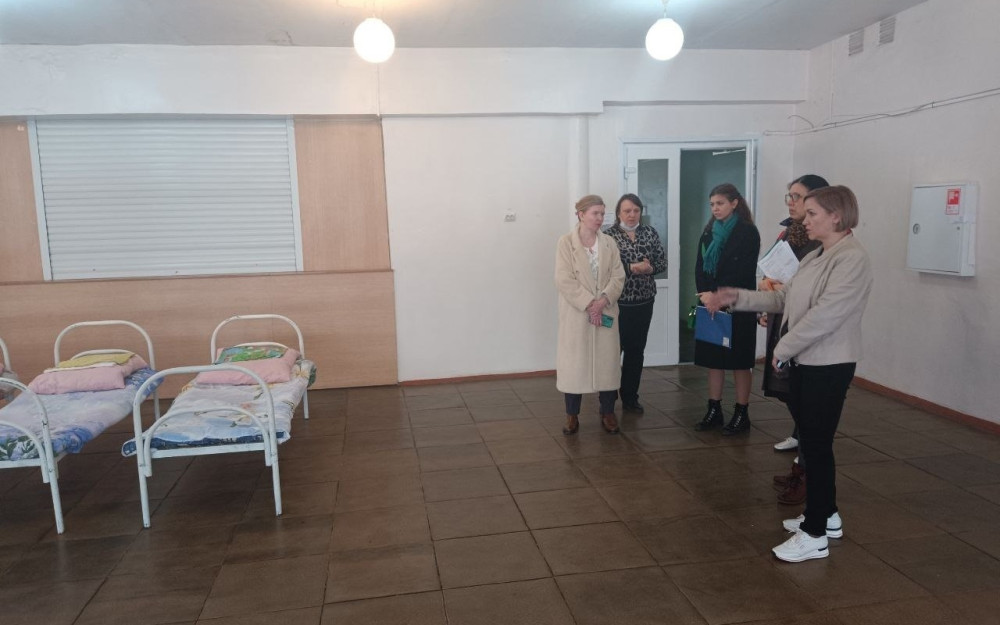
Пункт временного размещения в Оренбурге. 8 апреля
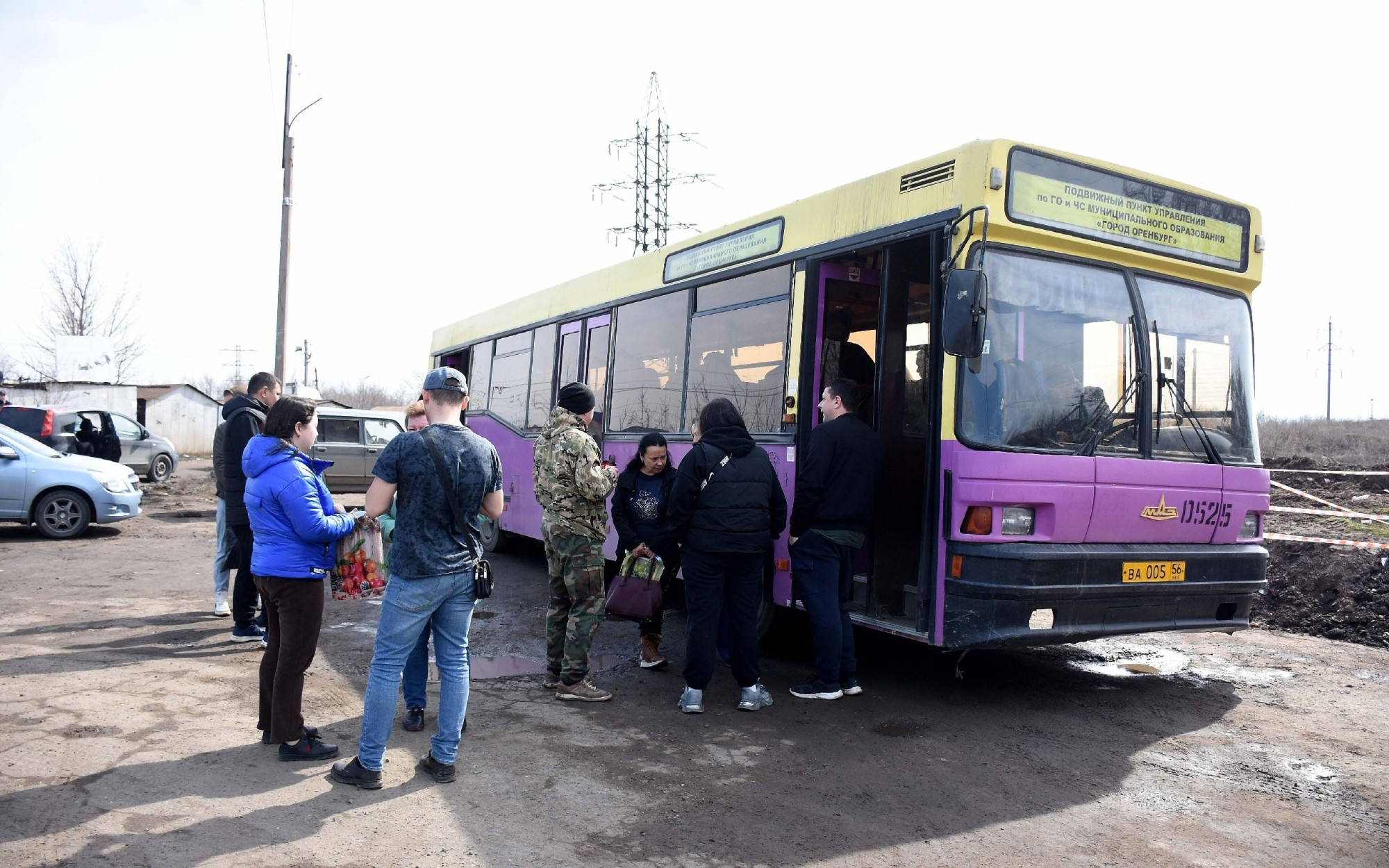
Мобильный пункт муниципальной приёмной в Оренбурге. 9 апреля

#### Курганская область
С 5 апреля в Курганской области был введён режим повышенной готовности. 8 апреля в связи с паводком в регионе был введён режим чрезвычайной ситуации (ЧС). Как сообщается, власти объявили превентивную эвакуацию с трёх микрорайонов и нескольких СНТ, расположенных за Кировским мостом, пересекающим Тобол в черте Кургана. 11 апреля пресс-службе ГУ МЧС по Курганской области сообщила, что пик паводка в Кургане ожидается 14—15 апреля. Уровень воды в реке Тобол, протекающей по территории области и пересекающей по центру столицу региона, город Курган, ожидается выше 11 метров. На 14 апреля уровень реки Тобол приближался к пяти метрам. В Курганской области были развёрнуты 99 пунктов временного размещения, в которых к 13 апреля разместились 769 человек. Губернатор области Вадим Шумков сообщил, что волна паводка преодолевает 15—20 километров в сутки. 13 апреля правительство начало выплачивать материальную помощь жителям региона, чьи дома оказались подтоплены в результате половодья. 23 человека получили единовременную выплату в размере 10 тысяч рублей. По данным МЧС, на 13 апреля в регионе подтоплены 269 домов и 409 приусадебных участков. На 19 апреля уровень реки Тобол в Кургане превысил 10 метров.

#### Тюменская область
8 апреля в Тюменской области из-за угрозы паводка был введён режим ЧС. 14 апреля жителей двух деревень в пойме реки Ишим в Ишимском районе Тюменской области эвакуировали и переселяли в пункты временного размещения. В МЧС сообщили, что по состоянию на 13 апреля больше всего уровень воды увеличился в населённых пунктах Иевлево (на 43 сантиметра) и Ялуторовске (на 28 сантиметров), но эти значения далеки от критических значений. В Ялуторовске начались работы по укреплению дамбы и подомовой обход жителей, там уровень воды составляет 410 см.

#### Челябинская область
В ночь на 6 апреля на реке Кабанка в Пластовском районе были размыты запруды по разведению рыбы недалеко от села Верхняя Кабанка. Резкое увеличение объёма воды в реках Челябинской области привело к подтоплению нескольких населённых пунктов и повреждению объектов инфраструктуры в регионе. В Брединском, Варненском и Нагайбакском районах произошло подтопление жилых домов и участков, а в Париже (Нагайбакский район) и Гумбейском затопило скважины с питьевой водой, в Троицке пострадал водовод и набережная. Сообщалось о случаях повреждения газовых сетей. На ряде дорог произошли переливы, несколько из них пришлось вскрыть, чтобы не допустить затопления жилого сектора, есть повреждения мостов и переходов. На 6 апреля было эвакуировано 234 человека. Режим ЧС был введён в Варненском, Брединском, Кизильском, Нагайбакском районах, а также в Троицке. К 8 апреля затоплены 84 приусадебных участка. В тот же день на реке Утяжкин Дол (приток Байтука) в Брединском районе прорвало насыпную плотину.

### в Казахстане

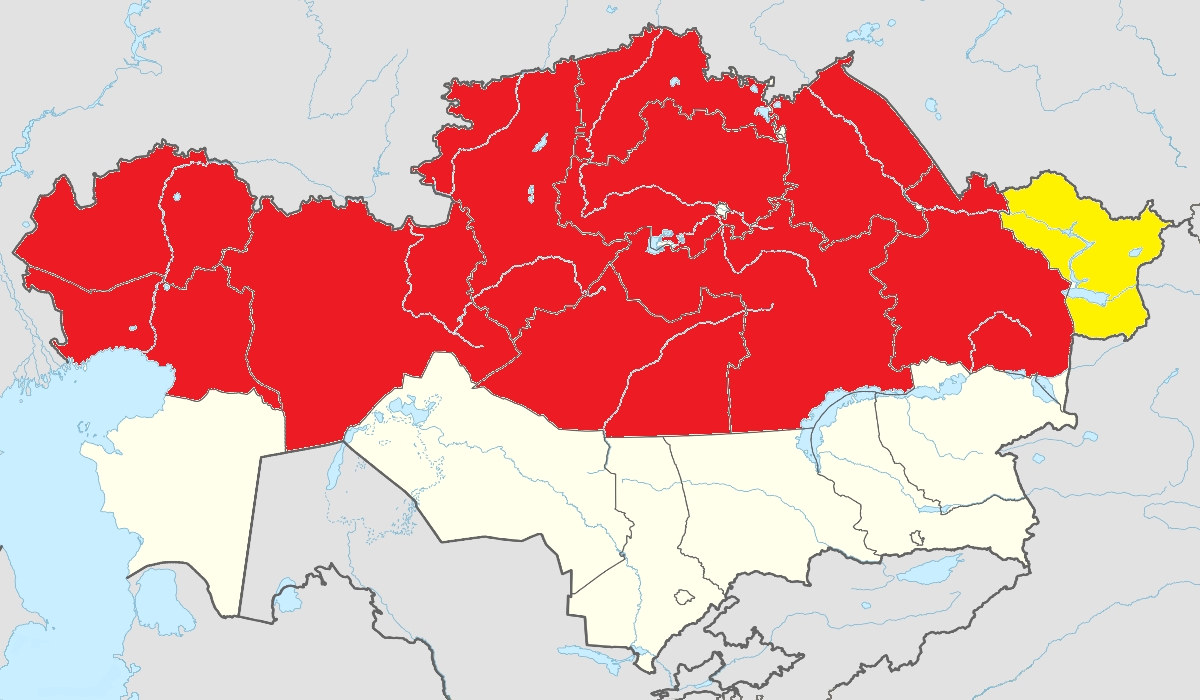
Красным отмечены регионы Казахстана, где было объявлено чрезвычайное положение. Жёлтым — регионы под угрозой затопления

По состоянию на 11 апреля в 10 из 17 областей Казахстана был введён режим ЧС местного масштаба в связи с паводками. Президент страны Касым-Жомарт Токаев назвал это самым крупным бедствием в Казахстане за последние 80 лет. Более 60 населённых пунктов остались отрезанными от внешнего мира. Издание «Уральская неделя» сообщило о том, что в Западном Казахстане талые воды подтопили восемь скотомогильников и 14 захоронений сибирской язвы. Министерство сельского хозяйства Казахстана не зафиксировала следы распространения в стране сибирской язвы.

## Последствия

### Россия
Мэр Оренбурга Сергей Салмин охарактеризовал половодье 2024 года как одно из самых обильных с начала XXI века, а заместитель главы МЧС России Виктор Яцуценко заявил, что такие уровни половодья не фиксировались ни разу в истории. Губернатор Курганской области Вадим Шумков заявил, что нынешние паводки превзошли «рекорд» 1994 года. По состоянию на утро 14 апреля в 35 регионах России были подтоплены 14 029 жилых домов и 25 112 приусадебных участков. Почти 190 населённых пунктов в 39 регионах России пострадали в результате паводка, в том числе Оренбургская, Курганская, Самарская области, Алтайский край, а также Томская, Омская, Брянская области, Хакасия и Красноярский край. Ущерб от паводка в Оренбургской области превысил 40 миллиардов рублей. Поступили сообщения о затоплении 15 школ и о том, что трое детей и шестеро взрослых получили несерьёзные ранения. Власти Орска 7 апреля сообщили о гибели четырёх человек, в том числе двух от сердечного приступа, уточнив, что смерти не были напрямую связаны с паводками. 16 апреля стало известно ещё об одной жертве в ходе наводнения, таким образом количество жертв возросло до пяти человек, как минимум два человека числятся пропавшими без вести. В 2025 году на сайте МЧС был опубликован доклад, в котором упоминалось о 15 погибших и более 311 500 пострадавших в результате наводнения в Оренбургской области; позднее документ был удалён. 

### Казахстан
Казахстан отменил проведение международного форума «Астана», который должен был состояться 13 и 14 июня, в целях экономии средств для ликвидации последствий паводков. К 14 апреля в Казахстане спасателями было эвакуировано более 107 тысяч человек, из них свыше 38 тысяч детей. В пунктах временного размещения находятся 7414 человек. В аварийно-спасательных работах задействованы более 35 тысяч человек, свыше 4 тысяч единиц техники и 14 воздушных судов. В республике откачано 9,3 миллиона кубометров талой воды, проведена укладка 1,9 миллионов мешкотар и 1,2 миллиона тонн инертного материала. В Атырауской области мёртвыми были найдены двое мужчин. Прокуратура Актюбинской области зарегистрировала уголовное дело по факту прорыва плотины в Айтекебийском районе.

## Реакция
Пресс-секретарь президента РФ Дмитрий Песков заявил, что Владимир Путин не планирует посещать район затопления, добавив, что Путин вместо этого «получал информацию и координировал работу всех ветвей власти».
8 апреля жители Орска устроили протесты на центральной площади города по поводу недостаточной компенсации, предоставленной местным правительством за ущерб от наводнения, а также по поводу неспособности устранить структурные недостатки плотины. Протестующие также призвали к вмешательству в процесс президента Путина, который ранее приказал правительственной комиссии контролировать реакцию на катастрофу и отправил министра по чрезвычайным ситуациям Александра Куренкова в Оренбургскую область. В итоге, протестующие добились встречи с губернатором Оренбургской области Денисом Паслером. На встрече с местными жителями он настойчиво велел всем убрать телефоны, несмотря на их аргументы, что без съёмки они не докажут, что конкретно им говорили, а пресса, также зашедшая в администрацию, может вырезать нужные слова. По результатам встречи Денис Паслер пообещал предоставить переместившимся жителям ежемесячные компенсационные выплаты в размере 10 тысяч рублей в течение шести месяцев, однако данный законопроект на 24 апреля 2024 года не принят. Пострадавшие граждане в большинстве своем не получили полагающиеся выплаты в связи с нарушением условий проживания и утратой имущества первой необходимости. Следственный комитет России также начал уголовное расследование обрушения дамбы, сосредоточившись на нарушениях правил безопасности во время строительства и халатности. Также на фоне наводнения была проведена вакцинация против гепатита А.
Руководитель КНДР Ким Чен Ын выразил свои соболезнования по поводу наводнения, а также заявил: «Наш народ всегда будет с российским народом».
24 апреля 2024 года президент России Владимир Путин поручил проиндексировать размер выплат пострадавшим от паводков — изменить эти нормы после изучения стоимости капитального ремонта жилья и размера компенсации. По его словам, подход должен стать единым вне зависимости от финансового состояния регионов.
В конце августа 2024 года премьер-министр России Михаил Мишустин подписал распоряжение о направлении 1,5 млрд рублей из резервного фонда на компенсацию ущерба от наводнения в Оренбургской области. Ранее жители пострадавшего региона получили свыше 450 млн рублей на строительство или покупку нового жилья. На капремонт жилых помещений власти намерены выделить порядка 3,64 млрд рублей.

### Помощь Казахстану
Председатель Кабинета министров Кыргызстана Акылбек Жапаров доложил, что Казахстану будет оказана гуманитарная помощь. 6 апреля в Жамбылскую область прибыло 300 тонн гуманитарной помощи. Гуманитарный груз был распределён между четырьмя областями. Позднее Кыргызстан направил в Казахстан вторую очередь гуманитарной помощи: 144 тонны молочных продуктов. 7 апреля Турция выразила готовность оказать помощь Казахстану. Азербайджан выразил соболезнования в связи с паводком в Казахстане. Актауское Азербайджанское этнокультурное объединение направило 7 тонн гуманитарной помощи жителям, пострадавшим от наводнения. ЮНИСЕФ направил из Алма-Аты в Актобе 200 семейных санитарно-гигиенических комплектов и других принадлежностей для распределения между семьями с детьми.